# Darja Jurkewitsch
Darja Aljaksandrauna Jurkewitsch (belarussisch Да́р’я Алякса́ндраўна Юрке́віч, russisch Дарья Александровна Юркевич, englisch Darya Yurkevich; * 6. März 1988 in Minsk, Weißrussische SSR, Sowjetunion) ist eine belarussische Biathletin.
Darja Jurkewitsch bestritt ihre ersten internationalen Rennen im Rahmen der Junioren-Wettbewerbe der Sommerbiathlon-Weltmeisterschaften 2008 in der Haute-Maurienne. Im Sprint auf Skirollern lief sie auf den 23. Platz und wurde im Verfolgungsrennen 13. Es folgte die Teilnahme an den Junioren-Europameisterschaften 2008 in Canmore, wo sie 21. des Einzels wurde, 20. des Sprints, 25. der Verfolgung und mit der Staffel Sechste. Kurz darauf nahm sie in Ufa auch an den Wettbewerben der Junioren der Biathlon-Europameisterschaften 2009 teil, im Einzel verpasste sie als Viertplatzierte knapp eine Medaille, wurde 25. im Sprint, 15. der Verfolgung und gewann an der Seite von Maryja Kaslouskaja und Ala Talkatsch die Silbermedaille im Staffelrennen. Abschluss der Saison wurden die Militär-Skiweltmeisterschaft 2008 in Hochfilzen. Jurkewitsch wurde 40. im Biathlon-Einzel. In der Saison 2009/10 gab Jurkewitsch ihr Debüt im IBU-Cup. In ihrem ersten Rennen, einem Einzel in Ridnaun, wurde sie 35. und gewann damit erste Punkte. Anfang des Jahres 2010 folgte auch das Debüt im Biathlon-Weltcup in Antholz. Im Einzel kam die Belarussin auf den 62. Platz. In Otepää nahm sie im Rahmen der Biathlon-Europameisterschaften 2010 an ihrem ersten Großereignis bei den Frauen teil, wo sie 12. des Einzels wurde, 42. des Sprints, 31. der Verfolgung und mit Iryna Babezkaja, Karina Sawossik und Darja Nestertschik als Schlussläuferin der Staffel Achte. Abschluss der Saison wurde erneut die Militär-Skiweltmeisterschaft in Brusson, wo sie im Sprint 27. wurde und mit Wiktorija Lapazina, Babezkaja und Hanna Zwetawa im Militärpatrouillenlauf auf den neunten Rang lief. Die Sommerbiathlon-Weltmeisterschaften 2010 in Duszniki-Zdrój brachten im Mixed-Staffelrennen den sechsten Platz an der Seite von Babezkaja, Maksim Jelissejeu und Sjarhej Daschkewitsch.
In der Saison 2016/17 belegte Jurkewitsch im Einzelwettbewerb von Östersund am 30. November 2016 überraschend den dritten Platz und damit ihre erste Podestplatzierung im Weltcup.

## Statistik

### Platzierungen im Biathlon-Weltcup
Die Tabelle zeigt alle Platzierungen (je nach Austragungsjahr einschließlich Olympische Spiele und Weltmeisterschaften).
- 1.–3. Platz: Anzahl der Podiumsplatzierungen
- Top 10: Anzahl der Platzierungen unter den ersten zehn (einschließlich Podium)
- Punkteränge: Anzahl der Platzierungen innerhalb der Punkteränge (einschließlich Podium und Top 10)
- Starts: Anzahl gelaufener Rennen in der jeweiligen Disziplin
- Staffel: inklusive Mixed- und Single-Mixed-Staffeln

| Platzierung              | Einzel | Sprint | Verfolgung | Massenstart | Staffel | Gesamt |
| ------------------------ | ------ | ------ | ---------- | ----------- | ------- | ------ |
| 1. Platz                 |        |        |            |             |         |        |
| 2. Platz                 |        |        |            |             |         |        |
| 3. Platz                 | 1      |        |            |             |         | 1      |
| Top 10                   | 1      |        |            |             | 5       | 6      |
| Punkteränge              | 4      | 4      | 2          | 1           | 11      | 22     |
| Starts                   | 13     | 24     | 10         | 1           | 11      | 59     |
| Stand: 31. Dezember 2021 |        |        |            |             |         |        |